# 丁之栻
丁之栻（1838年—？），清朝直隸省順天府武清縣（今天津市武清縣）人，清朝政治人物。

## 生平
咸豐十一年，拔貢，以七品小京官用。同治七年，任戶部額外主事。光緒九年，任戶部雲南司主事。光緒十年，升任戶部江西司員外郎；次年升任戶部陝西司郎中。光緒十一年，父喪丁憂。光緒十四年，任戶部浙江司郎中。光緒十六年，任江南道監察御史。光緒二十一年，改任禮科給事中。光緒二十三年，升任吏科掌印給事中。光緒二十九年，任江蘇蘇州府知府；同年改任松江府知府。